# Симеон Бачев
Симеон Г. Бачев е български лекар фармаколог.

## Биография
Роден е на 30 март 1922 г. в с. Вировско, Врачанско в земеделско семейство. Той е шестото дете в семейството. Завършва Врачанската класическа гимназия с отличен успех, за което е бил награден с часовник от Врачанския владика. Участник е във Втората световна война. След завършване на медицинското си образование започва работа като военен лекар в гр. Поморие. Сключва брак с Антонина Савова Хрусанова от гр. Поморие, която е негова спътница през целия му живот.
По-късно през 1953 – 1954 г. става асистент в Катедрата по Фармакология към ИСУЛ и се премества в София, с което слага началото на разработването на изследванията за матерната луга от Поморийското езеро. На територията на ИСУЛ се намира и първата лаборатория създадена от него за тези изследвания. През 1964 г. в тогавашния Ленинград (понастоящем Петербург) в Лабораторията по експериментална онкология към Института по онкология започва дисертация на тема „Полиминерол“ и матерната луга от Поморийското езеро. От 1968 г. до 1975 г. е ръководител на създадената от него Лаборатория по фармакология при Фармацевтичния факултет към Медицинска академия, в която той разработва и изследва проблеми свързани с матерната луга на Поморийското езеро, както и фармакологично тестване на антибиотици предназначени за внос в България. По-късно същата тази лаборатория прераства в Катедрата по Фармакология към Фармацевтичния факултет. В същото време в продължение на 12 години чете лекции по фармакология и обучава стоматолози – специалисти, както и е избран за старши научен сътрудник I степен (като това звание съответства на званието професор). Но да проследим изследователската, внедрителска и изобретателска дейност.
През 1959 г. получава авторско свидетелство за : „Нова профилактична зъбна паста „Поморин“ зарегистрирано в държавния регистър на изобретенията. Името на пастата носи името на родния град на любимата му жена и неговия син – гр. Поморие. През 1960 г. създава препарата „Полиминерол“ за стоматологичната практика, за което получава авторско свидетелство от 31 януари 1962 г. зарегистрирано в Института за изобретения и рационализации с приоритет от 13 януари 1961 г. На базата на изследванията на този препарат, той защитава докторска дисертация. През 1966 г. създава нов препарат, а именно : „Препарат за лечение на гнойни и атонични рани и метод за получаването му“. Препаратът се нарича „Вулнузан“. Вписан е в държавния регистър на изобретенията с приоритет от 31 януари 1970 г. Отпечатват се „Унгвентът Вулнузан“ – експериментални и клинични проучвания и „Полиминерол“ – експериментални и клинични проучвания. През 1966 г. издателство „Медицина и физкултура“ отпечатва книгата му „Поморин, Полиминерол, Вулнузан – експериментални и клинични изследвания“. Тя е преведена и издадена на английски, френски и руски език.
Главното и водещото в неговите изследвания е било създаването на препарати с ниска токсичност за лечение на възпалителния процес, както при асептични, така и при инфекциозни причинители. Неговата дейност продължава и в областта на обезболяването, антимигренозните и невралгични състояния със създаването на препарата „Беналгин“, той е зарегистрирани признат от Института за изобретения и рационализациина 25 октомври 1977 г. През 1969 г. създава препарат за лечение на гениталния флуор у жените, наречен условно „Р10“. Фармакологичните и клинични изследвания показват блестящи резултати, но по неизвестни причини той не е внедрен. Творческият му път не спира дотук и през 1978 г. съвместно с неговия син д-р Сава Бачев създава „Средство за лечение на екземи, гнойни възпаления, гнойни и атонични рани“ вписано в държавния регистър на изобретенията и признато за такова с приоритет от 5 декември 1974 г. Този нов активен фактор е отново с ниска токсичност и е извлечен от растението Vitis Vinifera, минал през сериозни фармакологични и клинични изследвания, от които се вижда отличен терапевтичен ефект (антивъзпалителен ефект) без участието на кортикостероиди и антибиотици. Името на препарата е „Витизан“. Този препарат е произведен само в една нулева серия. Ето едно мнение от Военно Медицинска Академия : „Поради скъсяване срока на лечение, без странични действия в сравнение с използваните досега препарати“ е изявено желание от Ръководството на Военно Медицинска Академия с писмо от 18 октомври 1979 г. за неговото ускорено внедряване в производството. През 1978 – 80 година отново със същия активен фактор (от V.Vinifera) и отново със своя син д-р Сава Бачев създават протививъзпалителната зъбна паста „Космос“. Тя е и първата двуцветна зъбна паста, но излиза само в една нулева серия, независимо от преминалите фармакологични и клинични изпитания. През 1985 г. двамата – баща и син се връщат отново към матерната луга от Поморийското езеро като създават „Медицинска луга за физикална профилактика и терапия на артрозната болест, възпаление на горните дихателни пътища, мускулната и периферната нервна системи“ с приоритет от 24 април 1985 г. През 1987 г. отново д-р Бачеви създават „Метод за диференциална диагноза на бактериални и вирусни невроинфекции“. Изобретението е с приоритет от 1 юни 1987 г.
Благодарение на дългогодишната изследователска и научна дейност, България получава и крупни постъпления. Ето какво четем в Удостоверения издадени от тогавашното държавно търговско предприятие „Фармахим“ към Министерството на Химия: До ст.н.с. Симеон Георгиев Бачев автор на препарати „Поморин“, „Полиминерол“, „Вулнузан“, които са внедрени в практиката и са обект на износ: за периода 1966 – 77 г. страната е получила общо 310 720 000 лева, а в подобно писмо от 15 август 1981 г. четем, че за периода 1977 – 80 г. постъпленията са – 154 376 496 вал. лева или общо от 1966 до 1980 г. страната е получила 465 096 496 вал. лв. За сведение по това време валутния курс е бил 1.17 лева за 1 долар. Той като автор получава еднократна награда от 1500 лева.
Независимо от изобретенията той участва в десетки конгреси, симпозиуми, а научните му трудове са над 80. В повечето от тях се изследват и изучават биологичните и лечебните качества на Матерната луга от Поморийското езеро, като по такъв начин я прославя по целия свят и се оказва единствения компетентен специалист в тази област, като неговата научна дейност дава тласък в развитието на калолечебното дело в Поморие. Останал скромен до края на живота си той помага на много млади колеги за тяхното израстване и дисертации. За заслугите си е удостоен със званието „Почетен гражданин на гр. Поморие“.
Д-р Симеон Г. Бачев почива на 6 октомври 2008 г. в град София.